# Lergravsviken
Lergravsviken är ett naturreservat vid Lergrav i Rute socken, 6 kilometer sydost om Rute kyrka mellan Kyllaj och vägen till Furillen.
Lergrav är ett av Gotlands största raukområden, bland vilka särskilt märks "Lergravsporten" och "Madonnan med barnet". Området runt raukarna är röjt, och floran uppvisar främst arter som trivs på öppna torra marker som solvända, axveronika, tulkört och gråfibbla, samt den främst på nordöstra Gotland förekommande säfferoten.

## Bilder

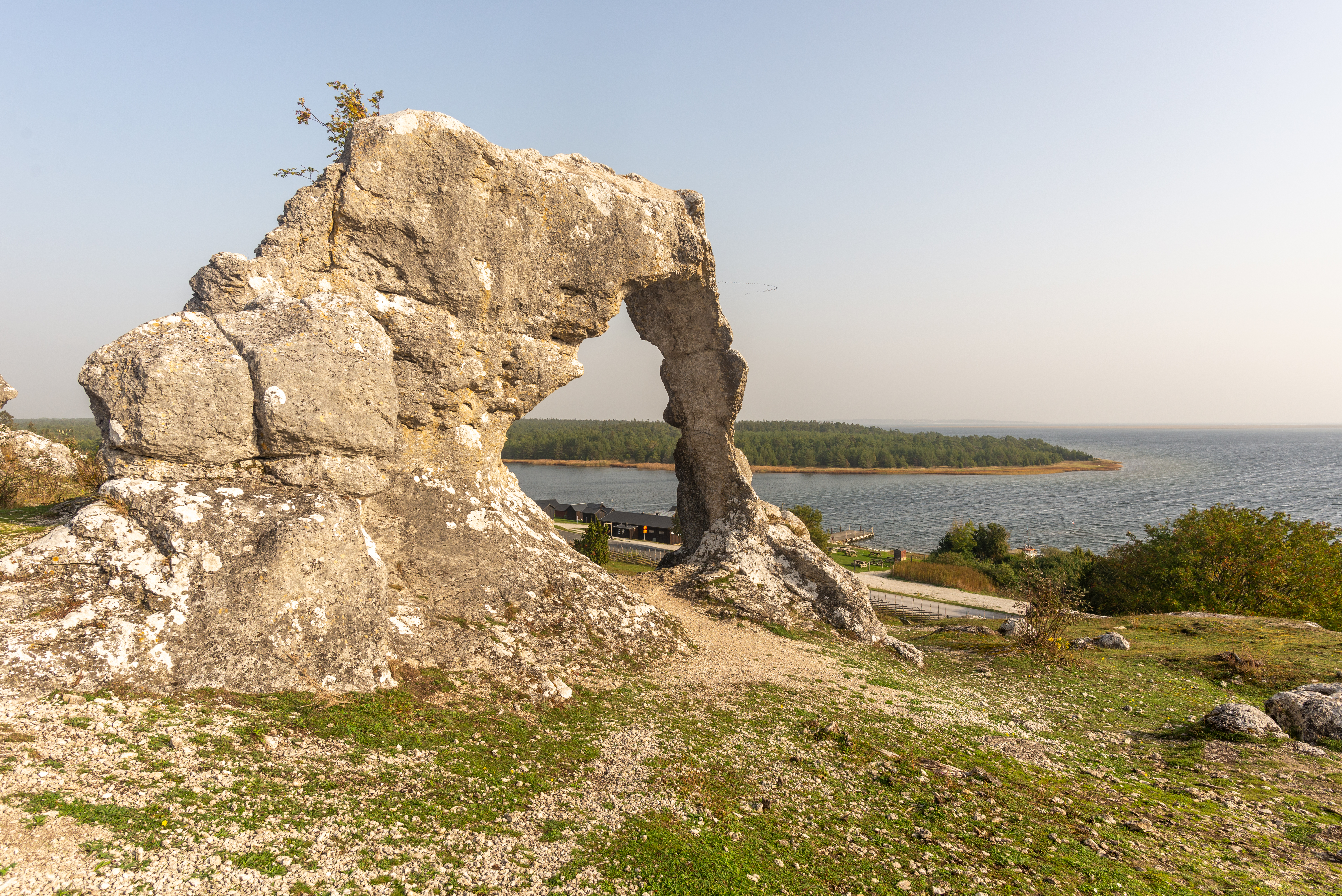
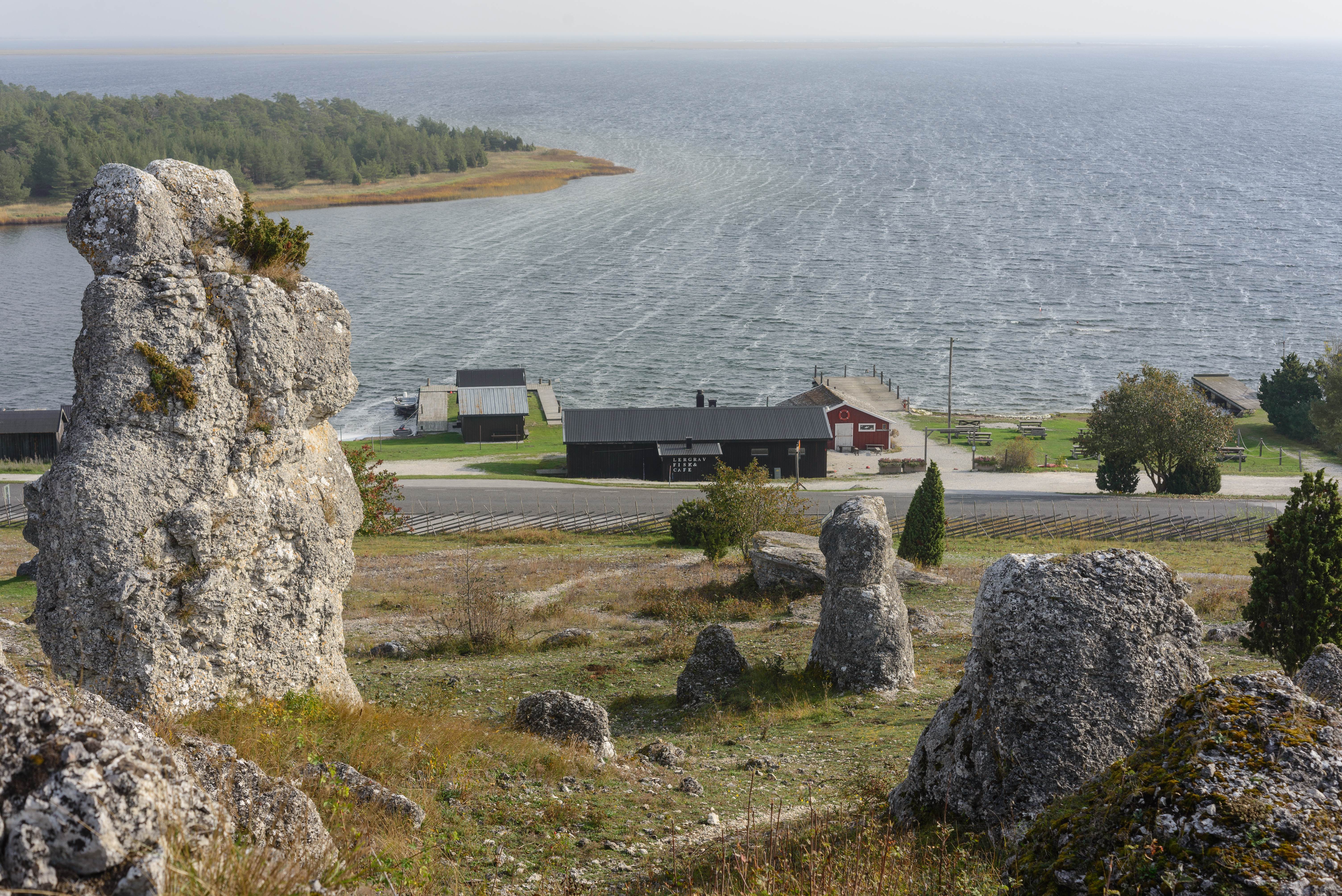
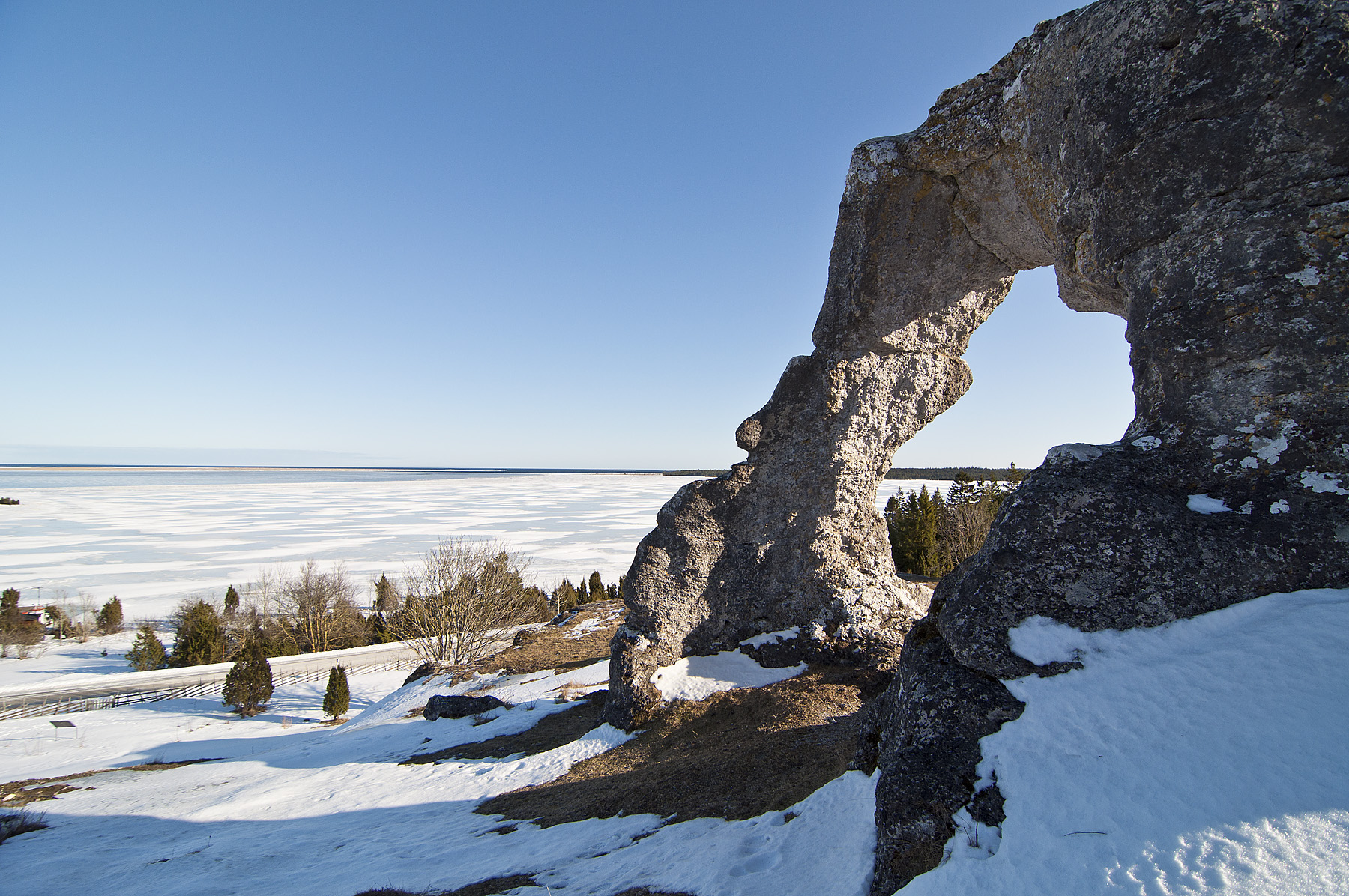